# Gunnarskog
Gunnarskog è un'area urbana della Svezia situata nel comune di Arvika, contea di Värmland.
La popolazione rilevata nel censimento 2010 era di 290 abitanti.